# Hippolyte Baudel Durand
Pour les articles homonymes, voir Durand (nom de famille).
Hippolyte Baudel Durand est un homme politique français né le 31 octobre 1805 à Versailles (Yvelines) et décédé le 18 juillet 1861 à Nevers (Nièvre).
Militant démocrate sous la Monarchie de Juillet, il est avoué à Nevers, puis revend sa charge en 1846 et s'installe à Paris, où il travaille pour le répertoire Dalloz. Commissaire du gouvernement en Seine-et-Oise en février 1848, il est député de Seine-et-Oise de 1848 à 1849, siégeant avec la gauche modérée.

## Sources
- « Hippolyte Baudel Durand », dans Adolphe Robert et Gaston Cougny, Dictionnaire des parlementaires français, Edgar Bourloton, 1889-1891 [détail de l’édition]